# Roxanne Perez
Carla Gonzalez (ur. 5 listopada 2001 w Laredo) – amerykańska wrestlerka. Od 2022 roku związana jest kontraktem zawodniczym z federacją WWE, występując w brandzie RAW pod pseudonimem ringowym Roxanne Perez. 

## Kariera profesjonalnej wrestlerki

### Scena niezależna (2018–2022)
Wrestling zaczęła trenować w wieku 13 lat, a następnie szkoliła się pod okiem Bookera T, mając 16 lat, i występowała w jego federacji – Reality of Wrestling. Jej pseudonim ringowy – Rok-C – nawiązywał do jej idola z dzieciństwa, którym był The Rock, oraz jej prawdziwego imienia – Carla.

### Ring of Honor (2021–2022)
W 2021 podpisała kontrakt zawodniczy z federacją Ring of Honor (ROH). W wieku 19 lat została pierwszą mistrzynią kobiet tej organizacji, wygrywając 15-osobowy turniej po zwycięstwie nad Mirandą Alize. Pod koniec 2021 roku Rok-C i wszyscy inni wrestlerzy ROH zostali zwolnieni ze swoich kontraktów z federacją ze względu na zawieszenie jej działalności zaraz po grudniowej gali Final Battle (11 grudnia). W czasie wydarzenia Rok-C zdołała obronić tytuł mistrzowski w walce z Willow Nightingale. Ostatecznie utraciła wyróżnienie na rzecz Deonny Purrazzo, zawodniczki Impact Wrestling, która postawiła na szali również swój tytuł AAA Reina de Reinas, podczas odcinka programu telewizyjnego Impact! z 13 stycznia 2022 roku.

### WWE (od 2022)
W marcu Gonzalez uczestniczyła w testach w WWE Perfomance Center, a niedługo potem podpisała kontrakt zawodniczy z federacją WWE, przyjmując nowy pseudonim Roxanne Perez. Zadebiutowała w odcinku NXT Level Up z 15 kwietnia, pokonując Sloane Jacobs. 19 kwietnia zatriumfowała nad mistrzynią NXT Women’s Tag Team Jacy Jayne, jednak tydzień później uległa jej sojuszniczce, NXT Women’s Championce Mandy Rose. 10 maja połączyła siły z Wendy Choo, by stawić czoło reprezentantkom Toxic Attraction, Jacy Jayne i Gigi Dolin, w pojedynku o NXT Women’s Tag Team Championship, ponosząc porażkę.
Perez przystąpiła później do udziału w kobiecym turnieju NXT Breakout, gdzie w finałach pokonała Tiffany Stratton, gwarantując sobie przyszłą walkę o tytuł mistrzowski. Wkrótce zawarła sojusz z Corą Jade, by ponownie rzucić wyzwanie Toxic Attraction o NXT Women’s Tag Team Championship na nadchodzące NXT The Great American Bash.

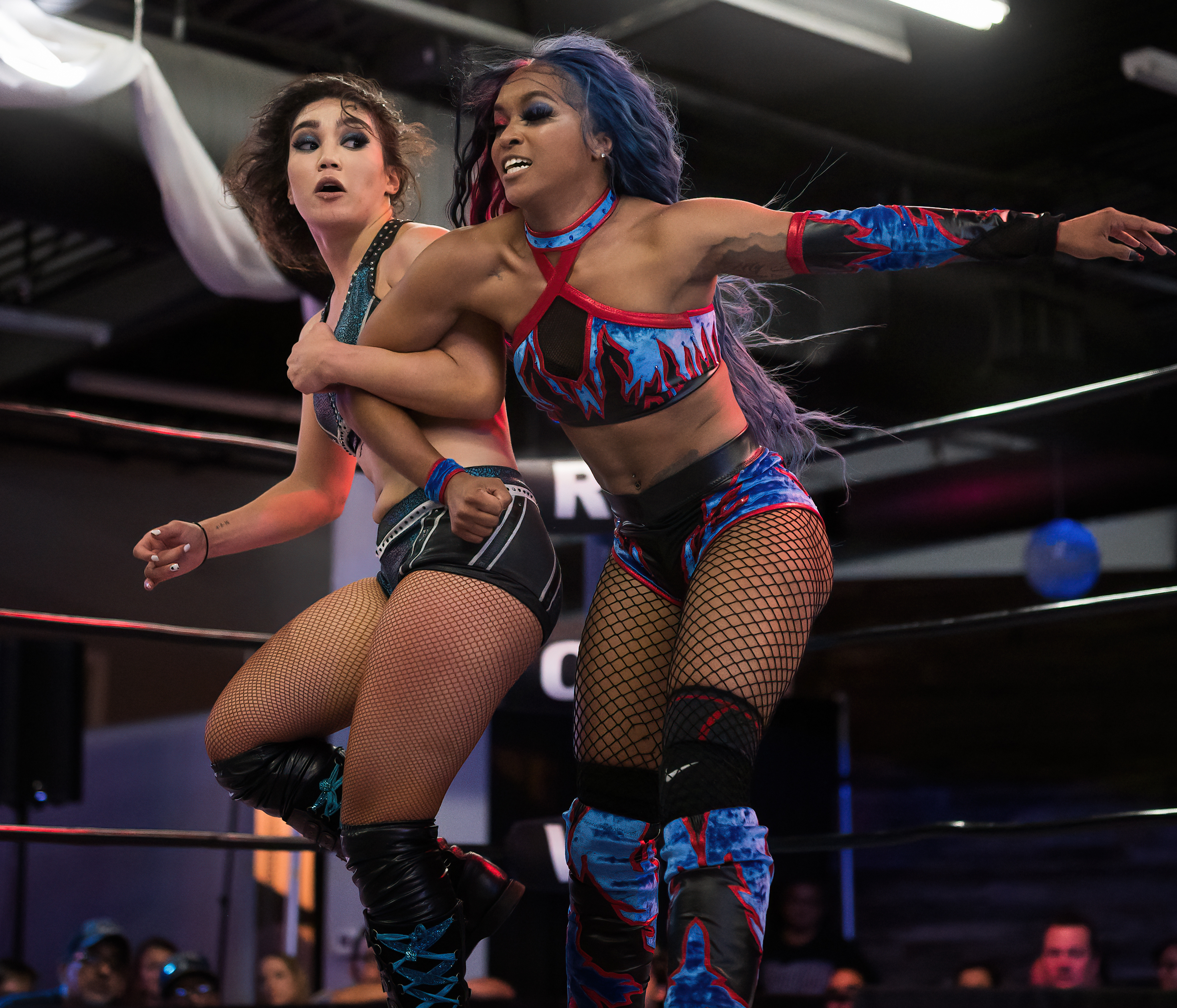
Rok-C (po lewej) walcząca z Kierą Hogan

## Mistrzostwa i osiągnięcia
- New Texas Pro Wrestling
  - New Texas Pro Women’s Championship (1 raz)[16]
- Ring of Honor
  - ROH Women’s World Championship (1 raz)[16]
  - ROH Women’s World Championship Tournament (2021)[17]
- Reality of Wrestling
  - ROW Diamonds Division Championship (1 raz)[16]
- Sabotage Wrestling
  - Sabotage War Of The Genders Championship (1 raz)[16]
- WWE
  - Turniej NXT Breakout (2022)[14]